# Chandra Talpade Mohanty
Chandra Talpade Mohanty (nascida em 1955) é professora de estudos sobre mulheres e gênero, sociologia e fundamentos culturais da educação e professora do reitor de humanidades na Universidade de Syracuse. Mohanty, uma teórica feminista pós-colonial e transnacional, defendeu a inclusão de uma abordagem transnacional na exploração das experiências das mulheres em todo o mundo. Ela é autora de Feminism Without Borders: Decolonizing Theory, Practicing Solidarity (Duke University Press, 2003 e Zubaan Books, Índia, 2004; traduzido para o coreano, 2005, sueco, 2007 e turco, 2009, japonês, 2012 e italiano, 2012), e coeditora de Third World Women and the Politics of Feminism (Indiana University Press, 1991), Feminist Genealogies, Colonial Legacies, Democratic Futures (Routledge, 1997), Feminism and War: Confronting US Imperialism, (Zed Press, 2008), e The Sage Handbook on Identities (coeditado com Margaret Wetherell, 2010).
Seu trabalho se concentra na teoria feminista transnacional, na práxis feminista anticapitalista, na educação antirracista e na política do conhecimento. Central para a missão transnacional de Mohanty é o projeto de construir uma "solidariedade feminista não colonizadora além das fronteiras", por meio de uma análise interseccional de raça, nação, colonialismo, sexualidade, classe e gênero.

## Vida
Chandra Talpade Mohanty nasceu em 1955, em Mumbai, Índia. Ela passou um tempo na Nigéria e em Londres. Ela se tornou cidadã americana e continuou seus estudos nos Estados Unidos.
Mohanty formou-se em 1974 com louvor e bacharelado em inglês pela Universidade de Delhi, na Índia. Ela continuou seus estudos, obtendo um mestrado em inglês em 1976. Frequentou a Universidade de Illinois em Urbana-Champaign, onde obteve o título de mestre em Educação, especificamente em ensino de inglês em 1980. Ela continuou seus estudos em Illinois, obtendo um Ph.D. pela Universidade de Illinois em Urbana-Champaign em 1987. Ela também recebeu um doutorado honorário da Faculdade de Ciências Sociais da Universidade de Lund, Suécia, concedido em 2008, e um doutorado honorário em humanidades do College of Wooster, Ohio, concedido em 2012. Desde 2013, Mohanty atuou como chefe do departamento de estudos femininos da Syracuse University. Anteriormente, ela atuou como professora de estudos femininos no Hamilton College em Clinton, Nova York.
Ela é membro dos conselhos consultivos do Center for Feminist Foreign Policy, Center for Intersectional Justice, Signs: Journal of Women in Culture and Society, Transformations, The Journal of Inclusive Pedagogy and Scholarship, Feminist Africa (África do Sul), Asian Women (Coreia), Feminist Economics e Caribbean Review of Gender Studies.

## Realizações
Tornou-se conhecida após a publicação de seu ensaio de 1984, "Under Western Eyes: Feminist Scholarship and Colonial Discourses", no qual ela afirma,

A relação entre 'Mulher' - um Outro composto cultural e ideológico construído por meio de diversos discursos representacionais (científico, literário, jurídico, linguístico, cinematográfico, etc.) - e 'mulheres' - sujeitos materiais reais de suas histórias coletivas - é uma das as questões centrais que a prática da bolsa de estudos feminista procura abordar."
Neste ensaio, Mohanty critica o projeto político do feminismo ocidental e sua construção discursiva da categoria da "mulher do Terceiro Mundo" como um estereótipo genérico, homogêneo e vitimizado que as feministas ocidentais devem salvar. Mohanty afirma que os feminismos ocidentais tendem a encobrir as diferenças entre as mulheres do sul, mas que a experiência de opressão é incrivelmente diversa e depende de razões históricas, culturais e individuais. Seu artigo foi um trabalho fundamental, destacando as dificuldades enfrentadas pelas feministas do Terceiro Mundo em serem ouvidas dentro do movimento feminista mais amplo, e levou a uma "redefinição das relações de poder" entre feministas do Primeiro e do Terceiro Mundo.
Em 2003, Mohanty lançou seu livro Feminism Without Borders: Decolonizing Theory, Practicing Solidarity. Neste trabalho, ela defende uma ponte entre teoria e práxis, e o pessoal e o político. Os principais temas abordados incluem a política da diferença, construção de solidariedade transnacional e luta anticapitalista contra a globalização neoliberal. Além de reimprimir "Under Western Eyes", na seção final, "Reorienting Feminism", Mohanty oferece uma resposta às críticas ao ensaio e "reitera sua crença na possibilidade, na verdade necessidade, de construir projetos políticos comuns entre o Terceiro Mundo e feminismos ocidentais".

## Escritos
- Mohanty, Chandra Talpade; Russo, Ana; e Lourdes M. Torres (1991). Mulheres do Terceiro Mundo e a Política do Feminismo, Indiana University Press, 338 páginas.ISBN 978-0253206329
- Mohanty, Chandra Talpade; e M. Jacqui Alexander (1996). Genealogias feministas, legados coloniais, futuros democráticos, Routledge Press, 464 páginas.ISBN 978-0415912112
- Mohanty, Chandra Talpade (2003). Feminism Without Borders: Decolonizing Theory, Practicing Solidariedade, Duke University Press Books, 300 páginas.ISBN 978-0822330219
- Mohanty, Chandra Talpade; Riley, Robin L.; e Minnie Bruce Pratt (2008). Feminismo e Guerra: Confrontando o Imperialismo dos EUA, Zed Books, 280 páginas.ISBN 978-1848130180
- Mohanty, Chandra Talpade; Wetherell, M. (2010). Sage Handbook of Identities, Reino Unido: Sage Publications.ISBN 978-1412934114
- Carty, Linda E. e Mohanty, Chandra Talpade, editores (2018). Guerreiros feministas da liberdade: genealogias, justiça, política e esperança Haymarket Books, 200 páginas.ISBN 978-1608468973